# Hochmittelalterliche Ostsiedlung
Der Begriff der Hochmittelalterlichen Ostsiedlung beziehungsweise des mittelalterlichen Landesausbaus (auch Deutsche Ostsiedlung oder einfach Ostsiedlung) bezeichnet die Einwanderung überwiegend deutschsprachiger Siedler in die östlichen Randgebiete des Heiligen Römischen Reiches während des Hochmittelalters und die damit einhergehenden Veränderungen der Siedlungs- und Rechtsstrukturen in den Einwanderungsgebieten. Bei diesen handelt es sich um die seit etwa dem Jahr 1000 überwiegend slawisch und teilweise baltisch bewohnten Gebiete östlich von Saale und Elbe sowie in Niederösterreich, der Steiermark und in Kärnten bis hin ins Baltikum, nach Böhmen, Polen (Oberschlesien, Pommern, Pommerellen, Ermland, Masuren und Weichseldelta), Ungarn mit heutigem Rumänien (Siebenbürgen) und der Slowakei (besonders die Zips und Hauerland), vorübergehend auch bis ins Fürstentum Moldau (Westmoldau und Bukowina) bzw. in Walachei (Große Walachei und Kleine Walachei). Die wissenschaftliche Fachliteratur verwendet für den Vorgang seit den 1970er Jahren zunehmend den Begriff Hochmittelalterlicher Landesausbau und bezeichnet das Siedlungsgebiet als Germania Slavica („Hochmittelalterlicher Landesausbau in der Germania Slavica“). In der Mediävistik wird der früher oft benutzte Begriff Deutsche Ostkolonisation seit Mitte des 20. Jahrhunderts aufgrund der sprachlichen Nähe zum Kolonialismus der Neuzeit kaum noch verwendet.

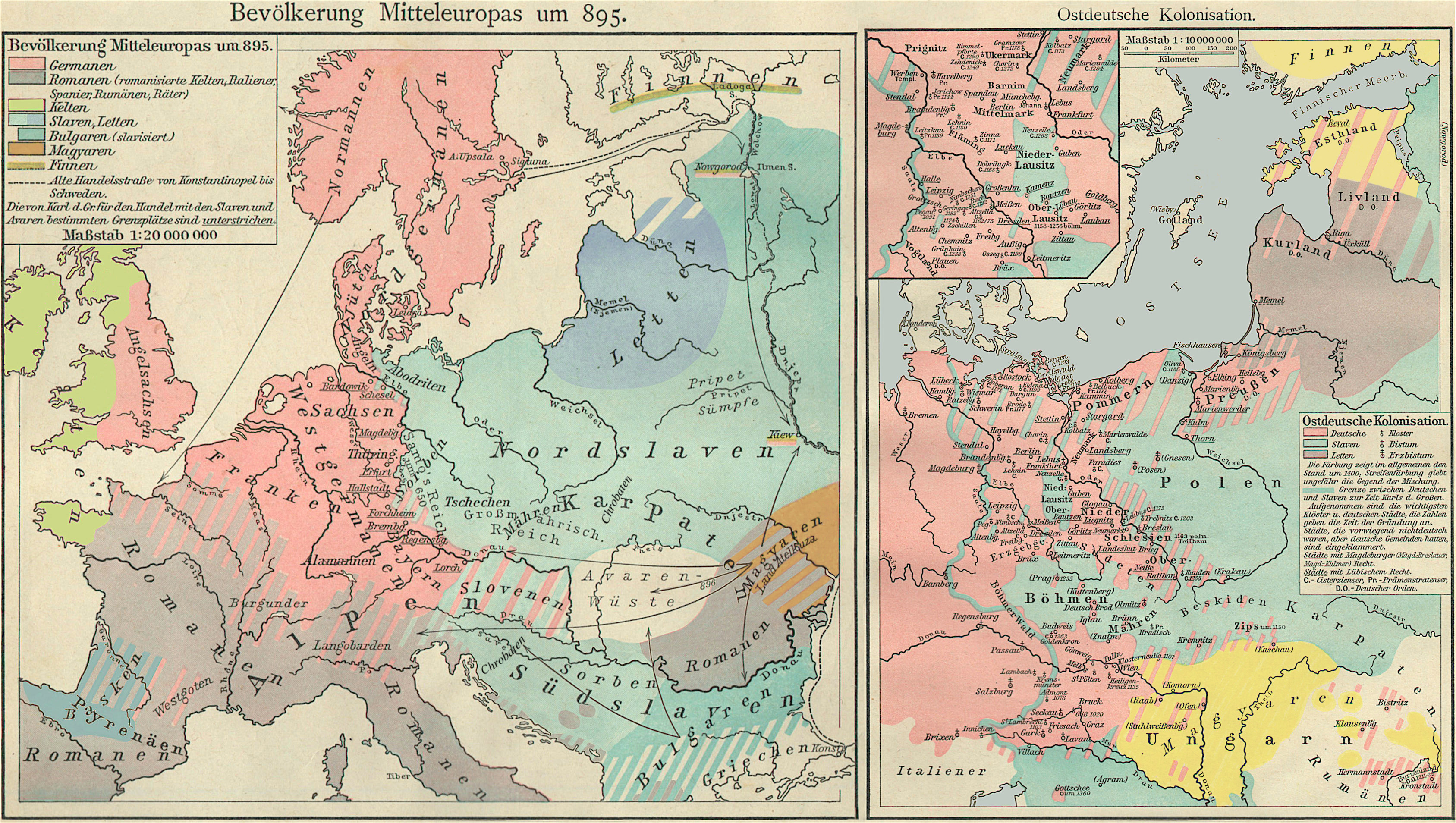
Deutsche Ostsiedlung, Historischer Schul-Atlas, 1893. Ungefähre (grob schematische) sprachliche Verhältnisse vor Beginn der Ostsiedlung 895 (links) und am Ende des Prozesses um 1400 (rechts).

In dem räumlich nicht klar einzugrenzenden Einwanderungsgebiet wurden Städte und Kolonistendörfer meistens nach Magdeburger Recht und seinen Varianten Neumarkter Recht und Kulmer Recht, nahe der Ostsee auch nach Lübecker Recht und im heutigen West- und Süd-Tschechien, Ost-Österreich, Slowenien und einigen Regionen des damaligen Ungarn auch nach Nürnberger Recht und anderen süddeutschen Rechtsvorbildern, angelegt sowie bestehende Dörfer und frühstädtische Siedlungen erweitert und umstrukturiert. In den reichsnahen ehemaligen Marken, dem südlichen Ostseeraum und Schlesien wurde die westslawische Vorbevölkerung bis auf wenige Enklaven assimiliert. In Polen, teilweise aber auch in der Oberlausitz, gingen die deutschsprachigen Neusiedler in der slawischen Mehrheitsbevölkerung auf und die nicht-deutsche Bevölkerung übernahm die „deutschrechtliche“ Umstrukturierung. In den Regionen zwischen Elbe und Oder sowie im Baltikum trug der Prozess gerade zu Anfang bis etwa 1150 Züge einer Eroberung und gewaltsamen Missionierung; andernorts zeichnete sich durch die Initiative einheimischer Grundherren eine eher friedliche Besiedlung ab.
Neue Siedler- und Bauernstellen aufgrund des Bevölkerungswachstums im Altsiedelland entstanden nach einer Frühphase seit dem 7. Jahrhundert, verstärkt ab der Mitte des 10. Jahrhunderts, zunächst in Katalonien und wurden bis nach Osteuropa vorgeschoben. Die Siedlungsbewegung hat Ursprünge im Frühmittelalter, doch erst seit Mitte des 12. Jahrhunderts (im Hochmittelalter) kam es zu größeren, wenn auch nicht quantifizierbaren Siedlungsbewegungen von West nach Ost. Die rein politische Expansion zuvor, ohne nennenswerte Ansiedlungen östlich von Elbe und Saale, ist daher nur bedingt der Ostsiedlung zuzurechnen. Gegen Anfang des 14. Jahrhunderts (im frühen Spätmittelalter) kann der Prozess als beendet betrachtet werden. Die Ostsiedlung fand somit hauptsächlich im Hochmittelalter statt. Sie wird, beginnend ab den 1980er Jahren, als Teil eines gesamteuropäischen Intensivierungsvorgangs aus den karolingisch-angelsächsischen Kernländern bis in die Peripherie des Kontinents verstanden. Die ethnischen, kulturellen, sprachlichen und religiösen sowie wirtschaftlichen Veränderungen durch die Ostsiedlung prägten die Geschichte Ostmitteleuropas zwischen Ostsee und Karpaten bis mindestens ins 20. Jahrhundert. Mit dem Versailler Vertrag von 1919 nach Ende des Ersten Weltkrieges und insbesondere 1945 nach Ende des Zweiten Weltkrieges wurde die Hochmittelalterliche Ostsiedlung (auch Deutsche Ostkolonisation genannt) zum Großteil rückgängig gemacht. Lediglich die ältesten Kolonisationsgebiete aus dem 12. und frühen 13. Jahrhundert blieben deutschsprachig.

## Rahmenbedingungen
Eine historisch-politische Ereignisgeschichte vor Einsetzen der Siedlungsbewegung ist nur in Verbindung mit den strukturellen Vorbedingungen der deutschen Ostsiedlung zu sehen. Zusammen bilden sie die Rahmenbedingungen des beschriebenen historischen Prozesses.

### Historisch-politische Vorgeschichte
Da der Prozess der Ostsiedlung außerhalb des Baltikums nur in seiner Frühphase mit militärisch-politischen Eroberungen verbunden war und in aller Regel auf Initiative auch der slawischen Landesherren, nicht aber der römisch-deutschen Könige erfolgte, ist eine chronologische, an Ereignissen orientierte Gesamtdarstellung wenig sinnvoll und auch kaum möglich. Allerdings existiert bis zur Mitte des 12. Jahrhunderts eine chronologische Reihe von Entwicklungen, die den Hintergrund vor dem eigentlichen Einsetzen der Siedlungsbewegung bildet.

#### 10. und 11. Jahrhundert

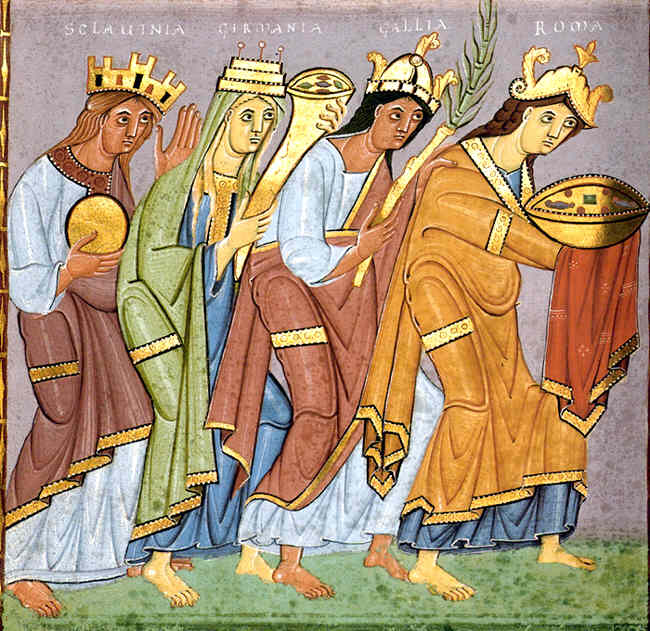
Sclavinia, Germania, Gallia und Roma huldigen Kaiser Otto III. (um 1000)

Unter den Ottonen und Saliern wurden Unterwerfungsfeldzüge jenseits der östlichen Reichsgrenzen geführt. Diese fanden in einem Gebiet statt, das im Westen etwa durch die Linie Elbe-Saale-Naab und im Osten durch Oder, Bober, Queis und Moldau begrenzt wird. In den eroberten Gebieten richtete man Grenzmarken ein. Burgen wurden besetzt oder neu errichtet; sie dienten der militärischen Kontrolle und der Eintreibung von Tributen. Ein Zuzug von Neusiedlern blieb aber aus. Diese Phase ist daher treffender als Ostexpansion (statt Ostsiedlung) zu bezeichnen. Die Christianisierung beschränkte sich auf massenhafte Zwangstaufen und die Errichtung von Missionsbistümern wie Oldenburg, Brandenburg oder Havelberg. Die Entwicklung eines Pfarrkirchensystems erfolgte erst mit der Ansiedlung deutscher Kolonisten ab der 2. Hälfte des 12. Jahrhunderts.
Allerdings ging immer wieder die Kontrolle über bereits eroberte Gebiete verloren. Besonders gravierende Folgen hatten der Slawenaufstand von 983 und eine Erhebung der Abodriten ab 1066. Außerdem gerieten die deutschen Herrscher im Gebiet zwischen Elbe und Oder zunehmend in Konkurrenz mit den Fürsten von Polen, die ebenfalls ein starkes Interesse an der Unterwerfung und Eroberung der wendischen Gebiete hatten. Besonders erfolgreich war dabei der erste polnische König Boleslaw I. Chrobry.
Das Evangeliar Ottos III. zeigt vier Frauengestalten, die dem Kaiser huldigen, darunter erstmals auch Sclavinia, der slawische Teil Europas.

#### Ab dem 12. Jahrhundert
Ein erster Ansatz zur Besiedlung des Landes östlich der Saale findet sich in dem umstrittenen Aufruf zum Kampf gegen die Wenden (epistola pro auxilio adversus paganos slavos, 1108), der vermutlich aus dem Magdeburger Raum stammte und den Kreuzzug gegen die Heiden erstmals mit der Aussicht auf lohnende Landgewinne für Neusiedler verband. Allerdings blieb der Aufruf ohne erkennbare Wirkung; weder erfolgten Kriegszüge gegen die Wenden noch eine Besiedlung ihrer Gebiete. Seit 1124 kam es zu ersten Ansiedlungen von Flamen und Niederländern in Norddeutschland bis zur Eider. Darauf folgte die Eroberung des Landes der Wagrier (Abodriten) durch die Holsten beziehungsweise Holsteiner, Stormarner und Dithmarscher 1139, die Gründung Lübecks 1143 und der Aufruf von Graf Adolf II. von Schauenburg zur Besiedlung Ostholsteins im gleichen Jahr. Eine bedeutende Etappe war der militärisch nur bedingt erfolgreiche Wendenkreuzzug von 1147, ein Nebenunternehmen des Zweiten Kreuzzugs. Ihm folgte 1157 die Eroberung der Mark Brandenburg durch Albrecht den Bären, den ersten Markgrafen von Brandenburg. Im 12. Jahrhundert wurde auch die Mark Meißen (das spätere Kurfürstentum Sachsen) von Deutschen besiedelt. Ein weiteres Siedlungsgebiet entstand in Siebenbürgen. Vom ausgehenden 12. Jahrhundert an wurden in Pommern, der Mark Brandenburg, Schlesien, Böhmen, Mähren (später Deutsch-Böhmen und Deutsch-Mähren bzw. Sudetenland) und den östlichen Gebieten Österreichs Klöster und Städte angelegt. Im Baltikum wurde im beginnenden 13. Jahrhundert von den Deutschordensrittern ein eigener Ordensstaat gegründet.

### Gesellschaftlicher, demographischer und rechtlicher Rahmen
Die politischen Ereignisse fanden vor dem Hintergrund einer starken Bevölkerungszunahme ganz Europas im Hochmittelalter statt, die weder durch Gründung zahlreicher Städten noch durch Intensivierung der bestehenden Siedlungsflächen aufgefangen werden konnte. Vom 11. bis zum 13. Jahrhundert hatte die Bevölkerung in Deutschland von etwa vier auf 12 Millionen zugenommen. In dieser Zeit wurde das Ackerland zunächst auf Kosten der bis dahin noch anders genutzten Flächen und der Waldareale ausgeweitet. Die sogenannte Binnenkolonisation in den Altsiedelgebieten, z. B. im Odenwald, reichte jedoch nicht aus. Weitere Faktoren waren laut Robert Bartlett ein Überschuss an nicht erbberechtigtem Nachwuchs des Adels, dem nach dem Erfolg des Ersten Kreuzzugs die Chancen zum Erwerb neuer Ländereien nicht nur im Heiligen Land, sondern auch in den Peripherieregionen Europas deutlich vor Augen stand. Hinzu kamen die Auflösungserscheinungen der Villikationsverfassung, die eine höhere Mobilität der Bevölkerung ermöglichte, sowie ein steigender Abgabendruck auf die Bauern.

### Natürliche, technische und agrarische Rahmenbedingungen
Seit ungefähr dem 11. Jahrhundert ist für Mitteleuropa eine Klimaveränderung zu beobachten, die für durchschnittlich höhere Temperaturen sorgte und als Mittelalterliche Warmzeit bekannt ist. Hinzu kam der technische Fortschritt etwa durch Mühlenbau, Dreifelderwirtschaft und vermehrten Getreideanbau (Vergetreidung). Alle diese Faktoren begünstigten den oben erwähnten Bevölkerungsanstieg und machten die Erschließung neuer Anbauflächen attraktiv, wozu auch die Siedlungskonzentration durch Verdorfung gehörte.

## Aspekte der Ostsiedlung
In diesem Abschnitt werden Elemente des hochmittelalterlichen Landesausbaus vorgestellt, die sich in allen betroffenen Gebieten der Germania Slavica, des Baltikums sowie Ostmittel- wie Südosteuropas finden lassen. Sie können als charakteristisch für den Vorgang der deutschen Ostsiedlung gelten.
Die alten wie neuen Landesherren in Ostmitteleuropa besaßen zwar viel Land, dieses war jedoch in weiten Teilen nicht urbar gemacht und erbrachte somit kein Einkommen. Nachdem sich Kriegsgefangene und Zwangsarbeiter als wenig effektiv erwiesen hatten, warben sie daher mit erheblichen Privilegien und Versprechen um freiwillige Neusiedler aus den alten Reichsgebieten. Beginnend in den Grenzmarken siedelten die Fürsten Menschen aus dem Reich an, indem ihnen Landbesitz und verbesserte Rechtsstellung gewährt wurden. Dazu gehörten verbindlich festgelegte Abgaben (statt unbemessener Verpflichtung), die aber zunächst in den ersten „Freijahren“ nicht zu zahlen waren, und Vererbbarkeit des Hofes. Von den auf den ersten Blick weitgehenden Vergünstigungen für diese Bauern profitierten die Landbesitzer mit einer zeitlichen Verzögerung wiederum selbst, indem sie überhaupt Einnahmen aus dem Land erzielen konnten, das zuvor brachgelegen hatte.
Die konkrete Anwerbung von Siedlern, die Verteilung des Landes und die Errichtung der Siedlungen übertrugen die Landesherren im Regelfall an sogenannte Lokatoren. Diese oft dem niederen Adel oder Stadtbürgertum entstammenden, oft vermögenden Männer organisierten berufsmäßig die Besiedlungszüge, angefangen von der Werbung über Ausrüstung und Reise bis zur Rodung und Errichtung der neuen Siedlungen in der Gründungsphase. Rechte und Pflichten der Lokatoren und der Neusiedler wurden in einem Lokatorenvertrag geregelt.

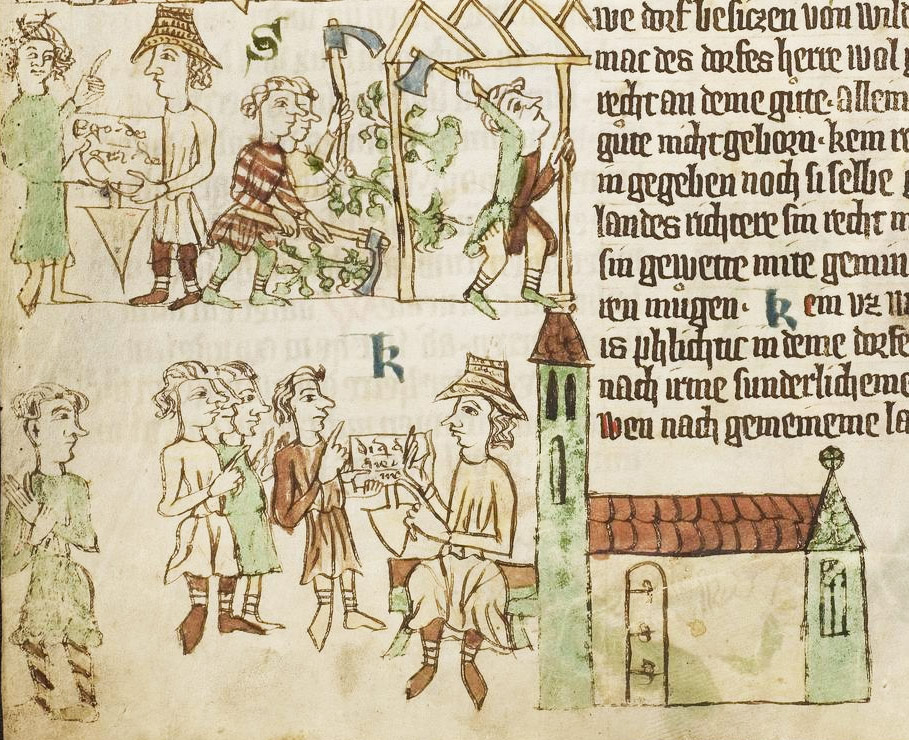
Vergabe eines Lokationsauftrags durch den Landesherrn; Rodungsvorgang und Hausbau; der Lokator fungiert als Richter über die Siedler. Szene aus dem Sachsenspiegel

Das Interesse der Landesherren an Neusiedlern bringt Stephan der Heilige (1000–1038) in seinem Fürstenspiegel De institutione morum auf den Punkt, wo er seinen Sohn Imre mahnt: 

„So wie die Ansiedler aus verschiedenen Ländern und Provinzen kommen, ebenso bringen sie auch verschiedene Sprachen und Sitten, verschieden lehrreiche Dinge und Waffen mit sich, welche den königlichen Hof zieren und verherrlichen, die auswärtigen Mächte aber erschrecken. Ein Land, das nur einerlei Sprache und einerlei Sitten hat, ist schwach und gebrechlich. Darum, mein Sohn, trage ich Dir auf, begegne ihnen und behandle sie anständig, damit sie bei Dir lieber weilen als anderswo.“

Dass der Werbung nicht selbstverständlich massenhaft gefolgt wurde, zeigen Ortsnamen der neuen Dörfer mit werbendem Charakter, z. B. Schönefeld/Schöneberg/Schönwalde, Rosenfelde/Rosenthal, Reichenbach/Reichenberg/Reichental u.ä.m. Nicht selten erhielten die neuen Siedlungen ihren Namen auch nach den Lokatoren selbst, z. B. gibt es in Sachsen eine Vielzahl an Orten namens Dittmarsdorf, Dittmannsdorf, Dittersdorf und Dittersbach, deren Name auf einen Lokator Di(e)thmar im 13. Jahrhundert zurückgeht.
Der hochmittelalterliche Landesausbau fand jedoch nicht nur mit deutschsprachigen Siedlern statt, sondern wurde in slawisch besiedelten Gebieten wie der Altmark und im Wendland auch von der alteingesessenen slawischen Bevölkerung vorgenommen.

### Bevölkerung

#### Alteingesessene

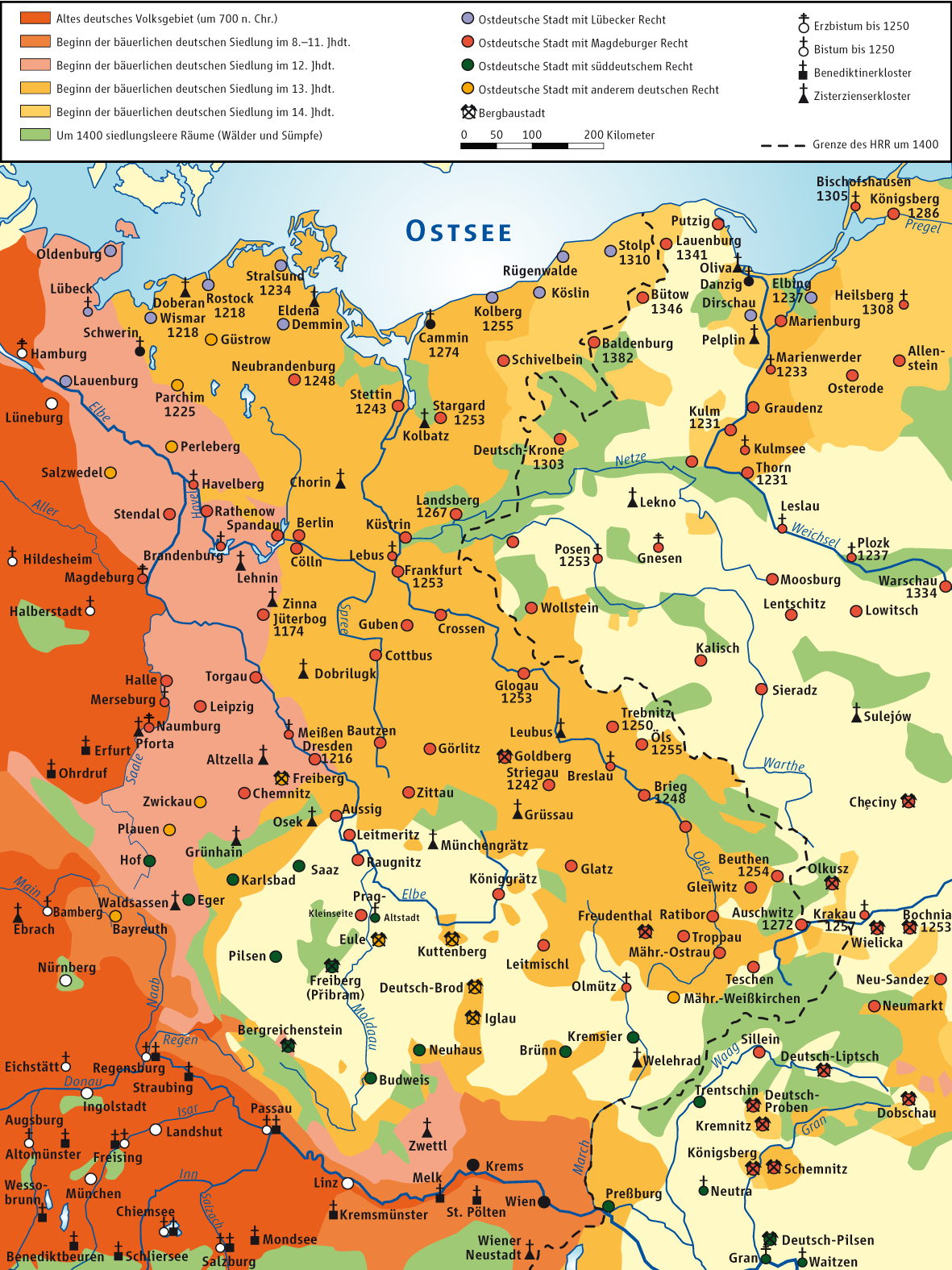
Phasen der deutschen Ostsiedlung nach Walter Kuhn, NSDAP-Mitglied und Propagandist der Germanisierung Polens

Die slawischen Gebiete, auch östlich der Oder, hatten vor der Ostsiedlung im Vergleich zum Altsiedelgebiet eine niedrige Bevölkerungsdichte, die durch Angriffe des Ostfrankenreichs und Angriffe der Polen im Früh- und Hochmittelalter dezimiert wurde. Diese Gebiete waren unterschiedlich dicht von Westslawen wie Abodriten, Polen oder Tschechen bewohnt. Anderswo stellten sich zum Beispiel die Alpenslawen in Karantanien unter fränkische Oberhoheit, um Schutz vor den Awaren zu finden. Zwischen Elbe und Oder waren slawische Siedlungskammern, meistens in der Umgebung von Flüssen oder anderen Gewässern, durch Grenzwälder voneinander getrennt. Die Gebiete des heutigen Österreichs wurden bereits ab dem 6. Jahrhundert von Bajuwaren besiedelt. Zahlreiche kriegsgefangene Slawen wurden als Sklaven in den muslimischen Kulturraum verkauft. Der belgische Historiker Charles Verlinden nimmt an, dass diese Bevölkerungsverschiebung, die bis ins 14. Jahrhundert anhielt, einen bedeutsamen demographischen Faktor darstellt.
Das Verhältnis von Neusiedlern und autochthoner Bevölkerung wurde gleichermaßen von Konkurrenz und Kooperation geprägt. Der Chronist Otto von Freising etwa schrieb lobend über den Reichtum und die Fruchtbarkeit Ungarns, fragte sich aber gleichzeitig, „wie ein so angenehmes Land solchen – Menschen wäre zuviel gesagt – menschlichen Ungeheuern in die Hände fallen“ konnte.
In der Regel wurden die Rechte und Gewohnheiten der einheimischen Bevölkerung nicht beschnitten, da es genügend brachliegendes Land für neue Ansiedlungen gab. Durch neue Techniken und Werkzeuge sowie die Möglichkeit, an den neuen Wirtschaftsweisen schrittweise teilzunehmen, ergaben sich für lern- und assimilationsbereite Altsiedler auch neue Möglichkeiten und Anreize.
Allerdings wurden auch Einheimische vertrieben, um Platz für Neusiedler zu schaffen. Für das Dorf Böbelin in Mecklenburg ist z. B. dokumentiert, dass vertriebene Wenden wiederholt das neubesiedelte Dorf überfielen. Ausrottungsversuche sind aber nicht bekannt. Altsiedler wurden allenfalls aus finanziellen Gründen diskriminiert. Die Landesherren sahen die Verdrängung der alteingesessenen Bevölkerung aufgrund der zu erwartenden deutlich höheren Einnahmen aus der Neubesiedlung als finanziellen Anreiz. Daher wurden Wenden, die sich am Landesausbau beteiligten, rasch assimiliert.

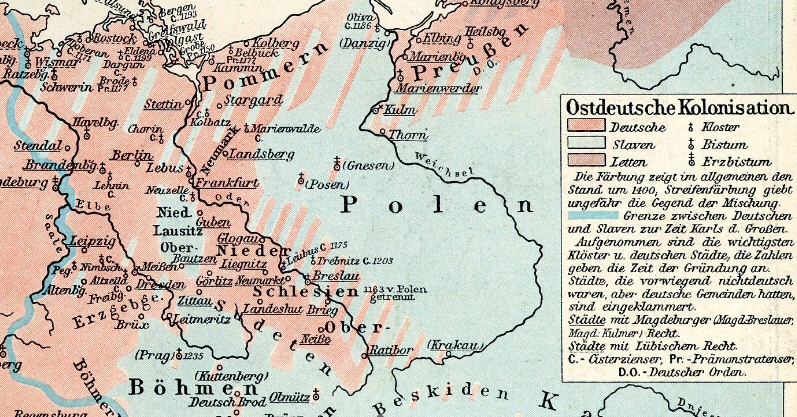
Karte vom Ende der Ostkolonisation um 1400 in einem Atlas von 1905. Im Gegensatz zur verbreiteten Karte von Walter Kuhn (oben), die großflächig-einseitig darstellt und deshalb die sprachlich gemischten Verhältnisse nicht wiedergibt, zeigt sie auch slawisch- und baltischsprachige (fälschlich „Letten“) Bewohner. Auch polnisch-schlesische Mehrheiten in Niederschlesien rechts der Oder (bis 17./18./19. Jahrhundert) und in Oberschlesien (bis 20. Jahrhundert), polnisch-masurische und prußisch-litauische Mehrheiten in Teilen Preußens (z. T. bis 19. Jahrhundert), die sorbische Mehrheit in der Zentrallausitz (bis 19. Jahrhundert) und die kaschubische Mehrheit in Pommerellen (bis 20. Jahrhundert) sind dargestellt.

Kultur und Sprache der Altsiedler verschwand im Verlauf der Ostbesiedelung bis auf isolierte ländliche Gebiete, wie die Enklaven der Drawehnopolaben im Wendland, der Sorben in der Lausitz und der Slowinzen Hinterpommerns. Die Kaschuben Pomerellens behielten eine Verbindung zum Polnischen, gefördert durch die jahrhundertelange Zugehörigkeit des Preußen Königlichen Anteils zum Königreich Polen. Kaschuben und Sorben konnten ihre Sprache und Kultur bis heute bewahren.
Aus Neusiedlern und Alteingesessenen zwischen Elbe und Oder formierten sich nach und nach die später so genannten „Neustämme“ der Brandenburger, Mecklenburger, Obersachsen, Pommern, Schlesier, Ostpreußen und andere. Außerdem ist auf die erfolgreiche Selbstbehauptung ursprünglich slawischer Herrschergeschlechter zu Mecklenburg oder Greifen zu verweisen, die bis in die Neuzeit und teilweise bis ins 20. Jahrhundert als Dynastien weiterregierten.

#### Neusiedler
Die meisten Neusiedler stammten aus dem Westen des Reiches (Flandern, Holland, Rheinland, Westfalen, auch Schwaben und Franken). Es gab verschiedene Motive, die alte Heimat zu verlassen: Zum einen wurden auf Grund des Erbrechts die landwirtschaftlichen Flächen zuhause immer kleinteiliger. Der gesamte Besitz musste unter allen männlichen Nachkommen aufgeteilt werden (Realteilung); damit sank der Ertrag pro Familie. Die Abgaben an die Grundherren blieben aber gleich, waren daher immer schwieriger zu leisten, weshalb viele Bauern kaum das Existenzminimum erreichten. Entsprechend attraktiv war die Möglichkeit, weitaus größere Ackerflächen im Osten zu bewirtschaften, die gemäß den Versprechungen der Landesherren fruchtbar und reich an Tieren seien.
Die Siedlung nach Osten bedeutete auch einen Gewinn an persönlicher Freiheit. So konnten die Neusiedler zu Erbpächtern werden. Der im Verhältnis äußerst geringe Pachtbetrag und die freie Bewirtschaftung des Landes war im Westen so nicht bekannt. Solange der Eigentümer keinen Schaden nahm, konnte der Pächter sogar das Land verkaufen und im Erbfall sich seinen Nachfolger frei wählen. Die Besitztümer mussten nun nicht mehr unter allen männlichen Nachkommen aufgeteilt werden, sondern konnten als Ganzes vererbt werden (Anerbenrecht).
Zu einer Auswanderung in die neuen Siedlungsgebiete im Osten ermutigten neben den größeren Anbauflächen und dem großzügigeren Erbrecht auch viele weitere Vergünstigungen. In den ersten Jahren ihrer Ansiedlung wurden die Siedler zum Beispiel vom Zehnt und sonstigen Abgaben befreit. Diese Vergünstigungen (Freijahre) galten drei bis sieben Jahre oder bis das urbar zu machende Land Erträge abwarf. Der im Vergleich zur Heimat höhere Ertrag machte die dann anfallenden Abgaben zudem weniger drückend. Eine weitere Erleichterung waren die wegfallenden unbemessenen Frondienste wie z. B. Hilfe beim Kirchen- oder Burgenbau. Die Bauern konnten sich ganz auf die Landwirtschaft konzentrieren. Die Neusiedler wurden ebenfalls nicht zu Heerfahrten verpflichtet.
Durch diese Vergünstigungen und die berufsmäßige Organisation der Ostsiedlung durch die Landesherren setzten letztlich die großen Besiedlungszüge ein, die das heutige Mittel- und Osteuropa erfolgreich erschlossen und bis heute strukturell und kulturell geprägt haben. Vergleichbare Projekte wurden später durch die Ansiedlung deutscher Bauern in Russland umgesetzt.

### Sprachaustausch
Zu Sprachkontakten im Zug der Ostsiedlung kam es zwischen 1050 und 1600. Unter dem Begriff Sprachkontakt wird in der Linguistik die Übernahme von Lehnwörtern, Fremdwörtern und Lehnübersetzungen verstanden. Es handelt sich in diesem Fall um eine Form des Sprachaustauschs zwischen dem Deutschen und den slawischen Sprachen, der ohne die Ostsiedlung unverständlich bleibt. Man unterscheidet dabei direkten und indirekten Sprachaustausch. Zum direkten Sprachaustausch kommt es durch unmittelbaren Kontakt zwischen Personen der verschiedenen Sprachgruppen. Hierunter kann der so genannte Nahkontakt zählen, also der Austausch von Sprachelementen bedingt durch Zweisprachigkeit der Menschen, oder durch räumliche Nähe der Sprecher der jeweiligen Sprache. Fernkontakt hingegen ist die Übernahme von Worten in direktem Kontakt, der allerdings in der Ferne, also nicht in der unmittelbaren Heimat, sondern z. B. während Handelsreisen oder politischen Gesandtschaften stattfand. Indirekter Sprachaustausch konnte durch verwandte Dialekte oder auch durch eine weitere Sprache, die als „Vermittler“ zwischen den beiden Sprachen stand, geschehen.

#### Beispiele
Die ältesten Zeugnisse für die Übernahme von Benennungseinheiten sind älter als das Deutsche und z. B. das Tschechische oder Polnische. Sie stammen aus dem Urgermanischen und Urslawischen. Die urslawische Bezeichnung kъnędzъ ist in fast allen slawischen Sprachen wiederzufinden und ist das entlehnte germanische Wort kuninga, nhd. König. Aus dem Deutschen wurden vor allem Wörter in Slawische Sprachen vermittelt, die das Handwerk, Politik, Landwirtschaft und Ernährung betrafen (Bsp. in Tabelle unten). Darunter fällt z. B. cihla, althd. ziegala, mhd. ziegel, was aus der Lautverschiebung des lat. tegula resultierte. Ein Beispiel für Entlehnung aus dem slawischen in den germanischen Sprachgebrauch ist das Wort Grenze. So hieß es in mhd. grenize, was eine Entlehnung des alttschechischen granicĕ oder des polnischen granica ist. Auch Städtenamen sind von Sprachaustausch, Lautverschiebung und der zweiten Palatalisierung betroffen. So wird Regensburg auf Tschechisch Řezno genannt, im Urslawischen Rezъno. Auf Grund des intensiven Sprachkontakts wurden auch Redewendungen übertragen. Zwei Beispiele aus dem Tschechischen und Polnischen sind na vlastní pěst / na własną rękę („auf eigene Faust“) oder auch ozbrojený po zuby / uzbrojony po zęby („bis an die Zähne bewaffnet“), vergleichbar auf Ungarisch „saját szakállára“ (auf eigenen Bart) und „állig felfegyverzett“ (bis aufs Kinn bewaffnet), mit verändertem Wortlaut, jedoch mit der gleichen Bedeutung.
| Bereich der Entlehnung | Deutsch          | Polnisch            | Tschechisch     | Slowakisch          | Ungarisch             |
| ---------------------- | ---------------- | ------------------- | --------------- | ------------------- | --------------------- |
| Verwaltung             | Bürgermeister    | burmistrz           | purkmistr       | richtár/burgmajster | polgármester          |
| Verwaltung             | Markgraf         | margrabia           | markrabě        | markgróf            | gróf                  |
| Verwaltung             | Pfarre           | fara                | fara            | fara                | pap (pfaffe)          |
| Verwaltung             | Rathaus          | ratusz              | radnice         | radnica             | —                     |
| Rechtswesen            | Urteil           | —                   | ortel           | ortieľ              | —                     |
| Handwerk               | Klammer          | klamra              | kramle          | —                   | —                     |
| Handwerk               | Klempner         | —                   | klempíř         | klampiar            | kolompár              |
| Handwerk               | Maurer           | murarz              | —               | murár               | —                     |
| Handwerk               | Dach             | dach                | —               | dach (dialekt.)     | —                     |
| Handwerk               | Mörtel           | zaprawa (malta)     | malta           | malta               | malter                |
| Handwerk               | Ziegel           | cegła               | cihla           | tehla               | tégla                 |
| Handwerk               | Pinsel           | pędzel              | —               | —                   | pemzli                |
| Handwerk               | Stuck            | stiuk               | štuk (dialekt.) | štuk (dialekt.)     | stukkó                |
| Handwerk               | Werkstatt        | warsztat            | —               | —                   | —                     |
| Nahrung                | Brezel           | precel              | preclík         | praclík             | perec                 |
| Nahrung                | Zucker           | cukier              | cukr            | cukor               | cukor                 |
| Nahrung                | Suppe            | zupa                | —               | —                   | szósz (sosse)         |
| Nahrung                | Öl               | olej                | olej            | olej                | olaj                  |
| Landwirtschaft         | Pflug            | pług                | pluh            | pluh                | eke (egge)            |
| Landwirtschaft         | Mühle            | młyn                | mlýn            | mlyn                | malom (mahlen)        |
| Landwirtschaft         | Getreidespeicher | spichrz (spichlerz) | —               | —                   | spejz                 |
| Handel                 | Fuhre            | fura                | fůra            | fúra                | furik                 |
| Handel                 | Waage            | waga                | váha            | váha                | —                     |
| Handel                 | Jahrmarkt        | jarmark             | jarmark         | jarmok              | —                     |
| Tiere                  | Dorsch           | dorsz               | —               | —                   | —                     |
| Tiere                  | Spitz            | szpic               | špicl           | špic                | —                     |
| andere                 | Brille           | bryle (dialekt.)    | brýle           | bríle (dialekt.)    | —                     |
| andere                 | Flöte            | flet                | flétna          | flauta              | flóta                 |
| andere                 | Halde            | hałda               | halda           | halda               | —                     |
| andere                 | Knopf            | —                   | knoflík         | knofľa (dialekt.)   | —                     |
| andere                 | müssen           | musieć              | muset           | musieť              | muszáj(n) (muss sein) |

#### Ostwanderung der Dialektgrenzen
Durch die Ostsiedlung erweiterten sich auch die bestehenden deutschen Dialektgrenzen ostwärts, obwohl die „neuen“ Dialekte durch die Zusammensetzung der Siedlergemeinschaften, in die zum Teil auch die Wenden integriert wurden, leicht von den westlichen Dialektformen abwichen.

#### Ortsnamen
Da vielerorts die slawischen Flurnamen übernommen wurden, stellen diese (in adaptierter und weiterentwickelter Form) einen sehr hohen Anteil der ostdeutschen Flur- und Ortsnamen. Erkennbar sind sie z. B. an Endungen auf -ow (bzw. eingedeutscht -au, wie in Spandau), -vitz oder -witz und teilweise -in. Manche Dörfer, zumeist jene, die auf Rodungsland oder sonst aus wilder Wurzel, das heißt gänzlich neu gegründet wurden, erhielten deutsche Namen, die zum Beispiel auf -dorf oder -hagen endeten; auch der Name des Lokators oder der Herkunftsort der Siedler (Beispiel: Lichterfelde nach Lichtervelde in Flandern) konnte Teil des Ortsnamens werden. Manchmal wurden aber auch wendische Flurnamen übernommen. Wurde eine deutsche neben einer wendischen Siedlung gegründet, konnte der Name des Wendendorfes auch für das deutsche Dorf übernommen werden, die Unterscheidung erfolgte dann durch Zusätze (etwa Klein- oder Wendisch-/Windisch- für das Wendendorf, Groß- oder Deutsch- für das deutsche).

### Techniktransfer
Im Zuge des Landesausbaus brachten die Neusiedler nicht nur ihre Sitten und ihre Sprache, sondern auch neue technische Fertigkeiten und Geräte mit, die sich, insbesondere in der Landwirtschaft und im Handwerk, innerhalb weniger Jahrzehnte etablieren und durchsetzen konnten.

#### Deichbau und Entwässerung
Eine Bevölkerungsgruppe, die wesentlich zum Ausbau und der Erschließung der Ländereien östlich der Elbe beitrug, waren die Siedler aus den flämischen und holländischen Gebieten entlang der Nordseeküste. Sie gehörten zu Beginn des 12. Jahrhunderts zu den ersten Einwanderern in Mecklenburg und zogen in den darauffolgenden Jahren immer weiter ostwärts bis nach Pommern und Schlesien und im Süden bis nach Ungarn. Die Motive für die große Zahl der niederländischen Auswanderer waren vielfältig. Neben dem Mangel an Siedlungsflächen in ihren bereits weitgehend erschlossenen Heimatgebieten waren mehrere Flutkatastrophen und Hungersnöte ausschlaggebend für die Abwanderung aus der Heimat.
Außerdem waren sie aufgrund ihrer Erfahrungen und speziellen Fertigkeiten in der Errichtung von Deichen und in der Entwässerung und Trockenlegung von Marschland gefragte Experten für die Besiedlung der noch unerschlossenen Gebiete östlich der Elbe. Die Trockenlegung des Landes erfolgte durch Anlage einer netzartigen Struktur von kleineren Entwässerungsgräben, die das Wasser in Hauptgräben ableiteten. Entlang dieser Hauptgräben führten Verkehrswege, die die einzelnen Höfe der Siedler miteinander verbanden.
Niederländische Siedler wurden besonders ab der zweiten Hälfte des 12. Jahrhunderts in großer Zahl von den örtlichen Landesherren angeworben. So gewährte Albrecht der Bär im Jahr 1159/60 niederländischen Siedlern das Recht, ehemalige Siedlungen der Slawen in Besitz zu nehmen. Der Prediger Helmold von Bosau berichtete hiervon in seiner Slawenchronik Chronica Slavorum, wenn er schrieb: „Schließlich schickte er (Albrecht), als die Slawen allmählich abnahmen, nach Utrecht und den Rheingegenden, ferner zu denen, die am Ozean wohnen und unter der Gewalt des Meeres zu leiden hatten, den Holländern, Seeländern und Flamen, zog von dort viel Volk herbei und ließ sie in den Burgen und Dörfern der Slawen wohnen.“ Insbesondere das flämische Recht und die flämische Hufe wurden oftmals auch von anderen Siedlern übernommen. Die gezielte Anwerbung von Flamen durch den Erzbischof von Magdeburg spiegelt sich im Namen des Höhenzugs Fläming.

#### Ackerbaugeräte

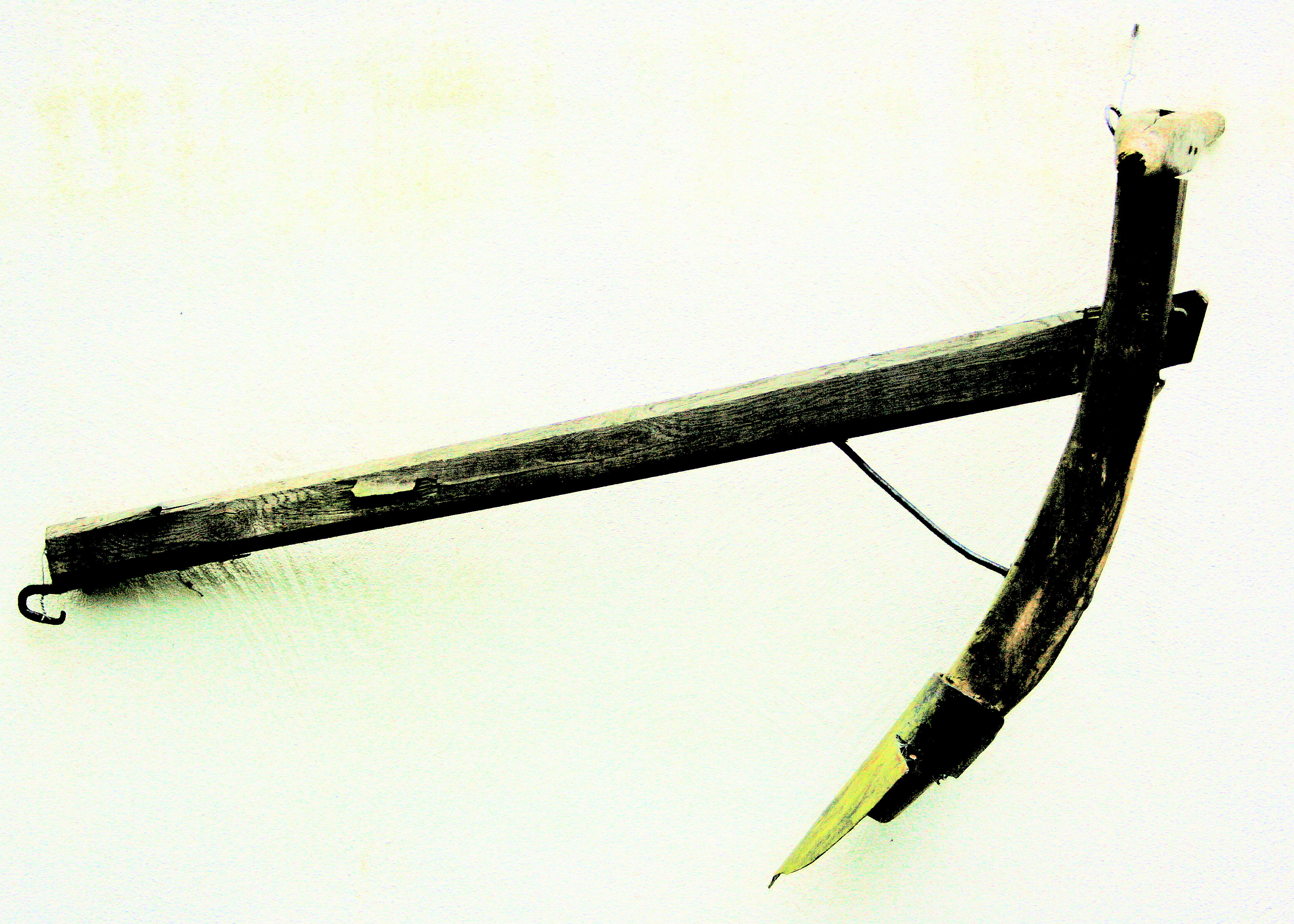
Ein mittelalterlicher Hakenpflug aus Holz mit eisenbeschlagener Spitze, der den Boden nur aufritzt, aber die Schollen nicht wendet

Schon vor der Neuansiedlung der westlichen Einwanderer wurde von den Slawen ein Ackergerät zur Bestellung ihrer Felder genutzt. Der älteste aussagekräftige Hinweis hierfür findet sich in der Slawenchronik, in der die Verwendung eines slawischen Pfluges als Flächenmaß erwähnt wird: „Ein slawischer Pflug (Landes ist das, was) ein Paar Ochsen oder ein Pferd an einem Tage bearbeitet.“
In den Schriftstücken des 12. und 13. Jahrhunderts wurde für dieses Gerät vielfach die Begriffe Haken bzw. Hakenpflug verwendet. Die Funktionsweise des Hakens bestand darin, dass er die Erde an der Oberfläche aufriss und das Erdreich nach beiden Seiten verteilte, ohne es zu wenden. Er war daher besonders für leichten und sandigen Untergrund geeignet. Ab Mitte des 13. Jahrhunderts setzte sich die von den westlichen Siedlern eingeführte Dreifelderwirtschaft auch in den Gebieten östlich der Elbe endgültig durch, und zwar vor allem in den bisher unerschlossenen lehmhaltigen Böden. Die neue Art der Bewirtschaftung erforderte den Einsatz des schweren Wendepfluges.
Der Wendepflug bestand, anders als der Haken, aus mehreren Einzelteilen. Seine wichtigsten Teile waren das Sech, das Streichbrett und die Pflugschar. Im Gegensatz zu dem Haken, der bei schweren Böden einen weiteren Arbeitsvorgang in Querrichtung benötigte, um das Erdreich zu lösen, konnte der Wendepflug das Erdreich in nur einem Arbeitsvorgang tief aufgraben und nach einer Seite wenden.
Dieser Umstand wurde bei der Festsetzung der Abgaben berücksichtigt. So betrug die Belastung durch Zinsen und Zehnten für die Bauern, die nach wie vor den Haken zur Bestellung ihrer Felder verwendeten, wegen der geringeren Erträge nur die Hälfte der Abgaben der Nutzer des wirtschaftlicheren Wendepflugs.
Die unterschiedlichen Funktionsweisen beider Geräte hatten auch Einfluss auf die Form und die Größe der Anbauflächen. So besaßen die mit dem Haken bearbeiteten Ackerflächen etwa die gleiche Feldlänge und -breite und hatten eine quadratische Grundfläche, die schachbrettartig gepflügt wurde. Für den Wendepflug waren lange Felder mit rechteckiger Grundfläche (Zelgen) wesentlich besser geeignet, da die schweren Geräte seltener gewendet werden mussten. Neben der Einführung der neuen Produktionstechniken kam es auch zu einem Wandel in der Art der Bepflanzung durch den Anbau neuer Getreidearten, von denen sich der Hafer, in Brandenburg auch der Roggen, als die wichtigste Getreideart durchsetzte.

#### Töpfereihandwerk

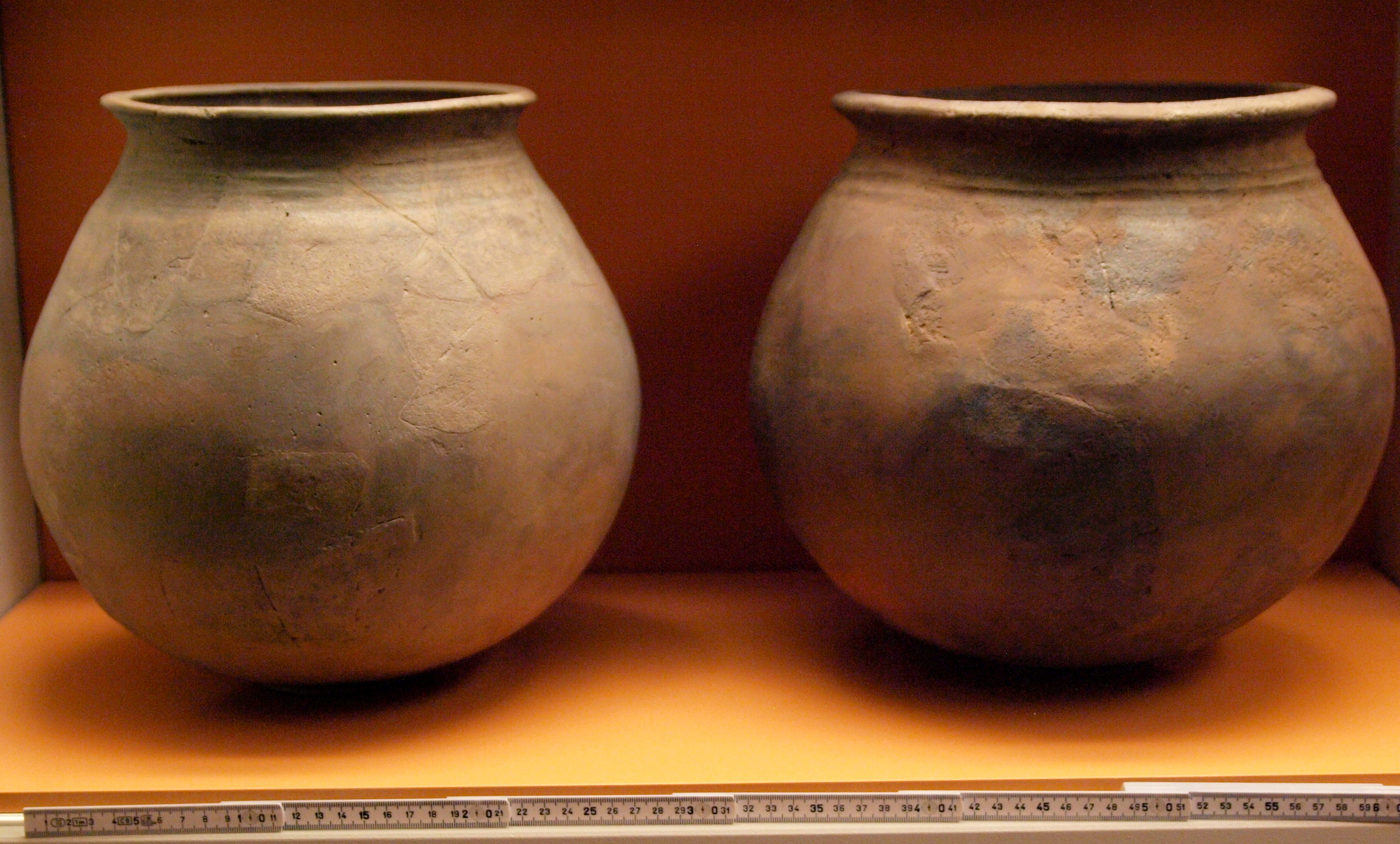
Zwei mittelalterliche Kugeltöpfe aus Schleswig

Die Töpfer gehörten zu der ersten Gruppe von Handwerkern, die sich auch in den ländlichen Gegenden niederließen. Typisch für die slawische Keramik waren Standbodengefäße. Mit dem Zuzug neuer Siedler aus dem Westen kamen neue Gefäßformen wie der Kugeltopf auf. Sie unterschieden sich außer in ihrem Aussehen auch in dem härteren Brennverfahren von der bisherigen, im östlichen Mitteleuropa weit verbreiteten slawischen Keramik. Die als harte Grauware bezeichnete Art der Keramik trat ab Ende des 12. Jahrhunderts in den Gebieten östlich der Elbe vermehrt auf, zunächst erst noch in einer weicheren Variante. Sie wurde spätestens im 13. Jahrhundert in Pommern flächendeckend hergestellt, als neue bzw. weiterentwickelte Herstellungsmethoden, wie der liegende Töpferofen eine massenhafte Produktion von keramischen Haushaltswaren ermöglichten.
Gleichzeitig stieg mit dem Fortschreiten des Landesausbaus der Bedarf für Haushaltswaren wie Töpfe, Kannen, Krüge und Schalen, die zuvor oftmals aus Holz (Daubenschale) gefertigt wurden, stetig an und förderte die Entwicklung neuer Absatzmärkte.
Weitere Verfeinerungen in der Keramikherstellung des 13. Jahrhunderts waren das Aufkommen der glasierten Keramik und der zunehmende Import von Steinzeugwaren, sodass die slawische Keramik im Verlauf weniger Generationen vollständig verdrängt wurde. Zur slawischen Keramik siehe auch: Keramik der Leipziger Gruppe
Der Transfer von Technik und Wissen wirkte sich in vielfältiger Art auf die Lebensweise von Alt- und Neusiedlern aus und umfasste neben Neuerungen in der Landwirtschaft und im Handwerk auch noch andere Bereiche, wie zum Beispiel die Waffentechnik, das Urkunden- und das Münzwesen.

### Architektur

#### Typus des Umgebindehauses

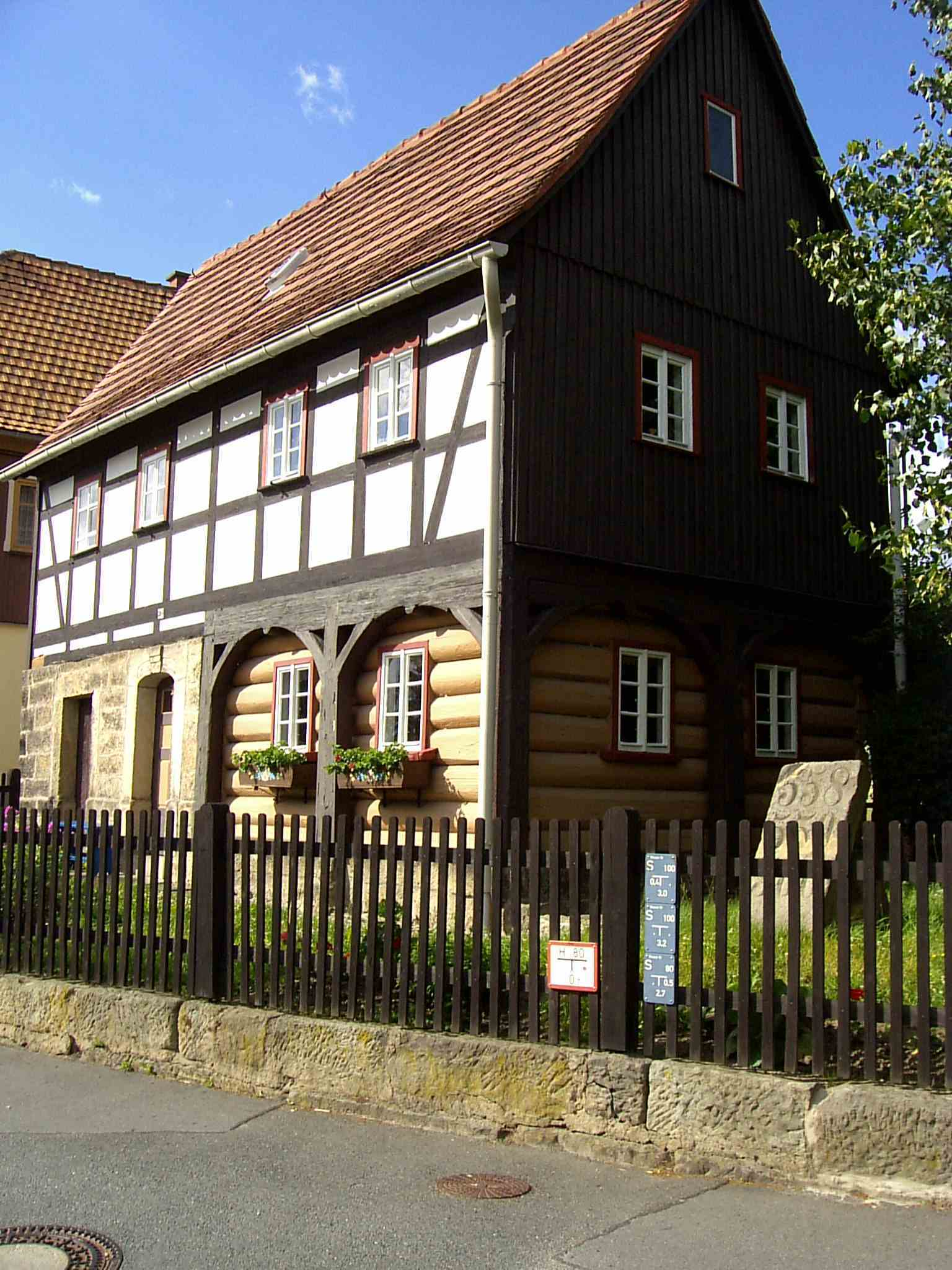
Umgebindehaus

Die östlich der Elbe ansässige slawische Bevölkerung (Sorben) baute vorrangig in Blockhausbauweise (Schrotholzhäuser), die sich in den regionalen Klimaten bewährt hatte. Das hierfür viel benötigte Holz war in den kontinentalen Gefilden reichlich vorhanden. Die deutschen Siedler, hauptsächlich aus Franken und Thüringen, die im 13. Jahrhundert in das Gebiet vorstießen, brachten das bereits den Germanen bekannte Fachwerk als holzsparende, stabile Bauweise mit. Diese ermöglichte es, auch mehrstöckige Gebäude zu errichten. Eine Kombination der beiden Konstruktionsweisen war schwierig, da sich das horizontal gestapelte Holz der Blockstube in der Höhe anders ausdehnt als die senkrechten Ständer des Fachwerks. Das Ergebnis war der neue Typus des Umgebindehauses mit einem um die Blockstube im Erdgeschoss herum gezimmerten Fachwerk, welches alleine das ebenfalls in Fachwerk ausgeführte Obergeschoss trägt.

### Dorfformen und Flursysteme
Auch in der Morphologie von Siedlungen und Ackerflächen hat die Ostsiedlung typische Formen hervorgebracht.

#### Dorfformen
Typisch für die hochmittelalterliche Ostsiedlung sind verschiedene Dorfformen wie zum Beispiel das Straßendorf, das Angerdorf, der Rundling oder das Waldhufendorf. Diese Siedlungsformen wurden zum geringeren Teil aus dem Altsiedelgebiet übertragen, zum größeren Teil aber auch erst für die Neusiedlungen entwickelt, um sich den geographischen Gegebenheiten ideal anzupassen. Bei den Dorfgründungen der deutschen Ostsiedlung handelte es sich um bewusste Eingriffe herrschaftlicher Instanzen. Die neuen Siedlungen wurden geplant und gesteuert, es handelte sich folglich nicht um unkoordinierte Einzelhandlungen. Bis zum 12. bzw. 13. Jahrhundert hatten sich im Altreich Einzelhöfe und Weiler zu mittelgroßen Dörfern ohne Prägung durch Villikation entwickelt („Verdorfung“). Vorherrschend waren drei Arten der Flureinteilung in der Ostsiedlung: Breitstreifen, regelhafte Gewannflure mit Dreifelderwirtschaft und Waldhufensiedlungen. Ein Hufendorf (bzw. Reihendorf) entstand, wenn die Hufen in geschlossenen Längsstreifen an die regelmäßig aufgereihten Höfe angegliedert waren. Höfe im Abstand von jeweils 100 m führten zu langgestreckten Dörfern, den Waldhufensiedlungen. Es entstanden auch Sonderformen wie der Rundling und das Gassendorf. Die Entstehung des Rundlings lässt sich nicht eindeutig klären, es ist aber relativ sicher, dass ein enger Zusammenhang zwischen dem Zuzug deutscher Grundherren und dem Umstrukturierungsprozess slawischer Siedlungen in die neue Agrar- und Rechtsordnung verbunden ist.
Im mittleren Brandenburg entstanden außerdem regelhafte Anger- und Straßendörfer mit Hufengewannfluren. Die Anlage von großen Planformen ist wahrscheinlich ein Zeichen für die Auflösung slawischer Kleinsiedlungen und die Integration in die neuen Dörfer, oft als Kossäten. Dies bedeutete jedoch keine gänzliche Aufhebung der zuvor bestehenden slawischen Kleinsiedlungen, die aber regelhafter umstrukturiert wurden. Die Siedlungsformen können desto deutlicher räumlich differenziert werden, je weiter man nach Osten schaut. Brüche der Siedlungsformen in den Gebieten treten zum Beispiel durch Waldgebirge auf.

##### Forschungsmethoden
Im Zusammenhang mit der Untersuchung der Dorfformen in der Ostsiedlung sind neben der Steppenheidetheorie und Urlandschaftsforschung, der Altlandschafts- und Ortsnamenforschung und der geographischen Wüstungsforschung besonders zwei Methoden der Kartenauswertung zu nennen. Zum einen handelt es sich um die statisch-formale Katasterkartenauswertung. Erstmals wurde diese Methode von A. Meitzen genutzt, der Flurkarten und Katasterpläne als Hilfsmittel für Rechtsstreitigkeiten als Kommissar im preußischen Justizdienst nutzte. Allgemein ging man im 19. Jahrhundert davon aus, dass ländliche Siedlungsformen Eigenschaften bestimmter kultureller Gruppen repräsentieren. Zum anderen ist die rückschreibende Katasterkartenauswertung von Bedeutung. Diese geht von der topographisch-genetischen Methode der Flurkarteninterpretation von Wilhelm Müller-Wille aus, welche Bezug auf räumlich differenzierte Fluren nimmt, die nicht nur auf ungleichen Parzellenverbänden oder der Landverteilung von Sozialgruppen basieren. Auch die Entwicklungen einzelner Flurteile sowie natürliche Umstände werden hier berücksichtigt.
Wie weit eine Untersuchung überhaupt möglich ist, basiert hauptsächlich auf der Quellenlage, der Regelmäßigkeit einer Flur, der Größe von Gemengelage, dem Erbrecht und den Sozialstrukturen. Erst auf dieser Basis können die statisch-formale und topographisch-genetische Methode sowie die Rückschreibung angewendet werden.

##### Kritik
Die Ursprünge der Dorfformen der deutschen Ostsiedlung und der slawische Einfluss darauf sind wenig hinterfragt und noch nicht ausreichend belegt worden. Die Annahme, dass die Straßen-, Anger- und Waldhufendörfer in ihrer gesamten Struktur einfach aus den Altsiedelgebieten übernommen wurden, wird inzwischen stark infragegestellt. Für diesen Forschungsansatz gilt es als wahrscheinlicher, dass sich diese Formen erst im Neusiedelgebiet voll entfaltet haben. Ebenso sollte davon ausgegangen werden, dass der Integrationsprozess der neuen Siedler über einen Zeitraum mehrerer Generationen angedauert hat. Ein Defizit in der bisherigen Forschung liegt darüber hinaus in der Beschränkung der Untersuchung dieses Themenfeldes auf die Neusiedlungsgebiete. Laut Eike Gringmuth-Dallmer sollte versucht werden „die Verhältnisse in den Herkunfts- und den Ausbaugebieten direkt und komplex gegenüberzustellen“.

#### Flurtypen
Die Flurformen sind in hohem Maße charakteristisch für die mittelalterliche Ostsiedlung. Unter einer Flur versteht man die agrarische Nutzungsfläche, welche einer Siedlung abzüglich des Waldgebietes zur Verfügung steht. Die kleinsten Elemente einer Flur nennen sich Parzellen. Diese Parzellen haben unterschiedliche Formen und Größen. Mehrere Blöcke oder Streifen können sich zu einem Parzellenverband vereinen. Größere Flurbezirke werden auch als Zelgen bezeichnet.
In der Forschung werden unabhängig von der deutschen Ostsiedlung zwei grundlegende Flurformen unterschieden:

##### Blockflur
Die Blockflur besteht aus mehreren rechteckigen Parzellen oder Blöcken, wobei jeder einzelne Block einem unterschiedlichen Besitzer gehört. Man unterscheidet den arrondierten Besitz eines Betriebes (Einödlage) von der Verteilung von Parzellen über verschiedene Fluren (Gemenglage) sowie Groß- und Kleinblöcke. Ein Großblock sollte sich mindestens über eine Fläche von 10 bis 15 Hektar erstrecken. Alles was darunter liegt wird als Kleinblock verstanden. Sowohl in Klein- als auch in Großblöcken wird jeweils noch zwischen regelmäßigen und unregelmäßigen Parzellen unterschieden. Das Verhältnis von Breite zu Länge der Parzellen liegt bei Blockfluren unter 1:2,5. Blockfluren, für den Einsatz leichter Hakenpflüge geeignet, werden daher als Gebiete der slawischen Altsiedler verstanden.

##### Gewannflur

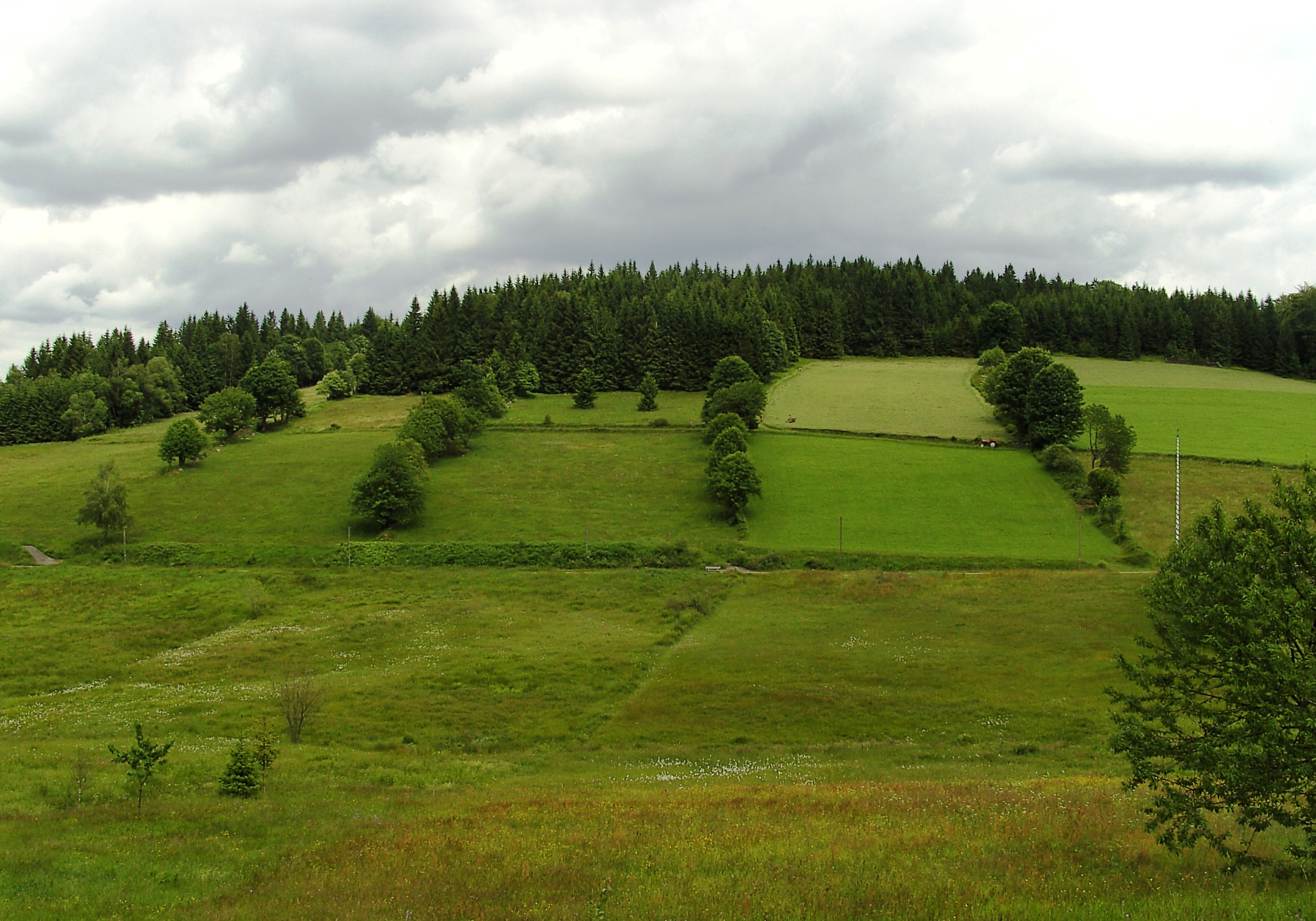
Gewannflur

Die Gewannflur wird auch Streifenflur genannt. Der Ausdruck Gewann könnte vom Wenden des Pfluges herrühren, das wegen der hohen körperliche Anstrengung vermieden werden sollte und so zu den langen Flurstreifen führte. Dies erkennt man an den Feldern, die nur ca. 20 m breit, aber bis zu 150 m lang sind, weil die Pflüge über längere Strecken nicht abgesetzt wurden. Setzten sich mehrere Gewanne zusammen, so spricht man von einer Gewannflur. Die einzelnen Gewanne wurden aufgrund des Erbrechts in immer kleinere Streifen geteilt.
Gewannflure gehen aus einer streifenförmigen Aufteilung der oben genannten Blöcken hervor. Das Verhältnis von Breite zu Länge der Parzellen ist bei den Streifenfluren demzufolge über 1:2,5. Diese Flurform ist seit dem 8. bis 10. Jahrhundert zu beobachten, wird aber bis in die Neuzeit immer weiter ausgebaut. Im Kontext der Ostsiedlung diente sie als Indikator für die Urbarmachung durch Neusiedler, weil der Einsatz der neuartigen Pflüge mit effizienteren Zugtieren bessere Erträge ermöglichte. Durch ihr höheres Gewicht bearbeiteten sie den Boden nicht nur oberflächlich, konnten allerdings nur mühsam gewendet werden und begünstigten so die Entstehung langer Flurstreifen.

### Veränderung der Städte
Die Ostsiedlung veränderte aber nicht nur die dörflich-agrarische Lebenswelt, sondern hatte auch massive Auswirkungen auf die städtischen Siedlungen Ostmitteleuropas.

#### Stadtgründungen
Der Landesausbau in der Germania Slavica war nicht nur mit Dorf-, sondern auch mit Stadtgründungen verbunden. Einerseits gab es bereits viele slawische Burgstädte (castra) wie z. B. Lübeck, Brandenburg an der Havel oder Krakau, die bereits Herrschaftsmittelpunkte waren. Allerdings erfuhren diese durch gezielte Neuansiedlungen und Erweiterungen (locatio civitatis) vom Ende des 12. Jahrhunderts an substantielle Zuwächse. Auch die Ansiedlung eines Bischofssitzes, wie etwa in Havelberg, konnte zur Stadtentstehung führen. Doch es wurden auch Städte aus dem Nichts (aus wilder Wurzel) gegründet, wie z. B. Neubrandenburg. Wie bei den Dörfern kamen auch hier Lokatoren zum Einsatz. Charakteristisch sind für die Gründungsstädte geometrische oder zumindest Planung erkennen lassende Grundrisse, wie etwa zwei Hauptstraßen als sich kreuzende Achsen und einen zentralen, oft rechteckigen Marktplatz. Gerade bei Neugründungen lässt sich eine kombinierte Stadt- und Dorfsiedlung beobachten: Dörfer werden angelegt zur Erzielung von Getreideüberschüssen, die gleichzeitig einen städtischen Sammelpunkt (oft auch in Form von oppida für den Anschluss an den Handel) brauchen. Im Entstehen von Doppelstädten, die entsprechend Namen wie Neustadt oder Altstadt tragen, spiegeln sich unterschiedliche Siedlungsphasen und siedlungsleitende Herrschaften.

#### Rolle der Stadtrechte
Die Verleihung der Stadtrechte spielte im Zug der deutschen Ostsiedlung eine wichtige Rolle. Durch die Stadtrechte wurden die Bewohner eines festgelegten Raumes privilegiert, was neue Siedler anzog. Es wurde bereits bestehenden vorstädtischen Siedlungen mit Marktfunktion das formale Stadtrecht verliehen und diese dann umgebaut oder erweitert. Auch kleine, von Altsiedlern bewohnte Siedlungen kamen in den Genuss dieser Rechte. Unabhängig von bereits vorhandenen vorstädtischen Siedlungen wurden Lokatoren beauftragt, Städte komplett neu zu gründen. Im Vordergrund stand immer das Ziel, möglichst viele Menschen zu vorteilhafteren Rechtsbedingungen anzulocken, um neue, florierende Zentren zu schaffen.

##### Ausbreitung der deutschen Stadtrechte
Es gab eine Reihe von verschiedenen deutschen Stadtrechten bzw. Stadtrechtsfamilien. Die größte Rolle bei der Ostsiedlung spielten dabei das Magdeburger und Lübische Recht, welche immer wieder, oftmals in mehr oder weniger abgeänderter Form, als Vorbild für neue Städte dienten. Weitere Stadtrechte, die regional von Bedeutung waren, sind u. a. das Nürnberger Recht, das mecklenburgische Recht und das Recht von Iglau. Das Lübische Recht hatte seine Anfänge in der Stadt Lübeck bereits um 1188. Im 13. und 14. Jahrhundert diente es im gesamten See- und Handelsraum der Ostsee als Vorbild für rund 100 Städte, darunter Rostock, Stralsund und Greifswald. Außerdem breitete es sich bis ins Baltikum aus (z. B. Reval und Narwa) und wurde in einigen wenigen Städten im Ordensland (z. B. Elbing) eingeführt. Nach dem Lübischen Recht lebten Anfang des 15. Jahrhunderts ca. 350.000 Menschen. Das Magdeburger Recht, welches zum Teil auf Privilegien des Erzbischofs Wichmann von Magdeburg von 1188 zurückgeht, breitete sich zuerst in Brandenburg, Sachsen (z. B. Dresden und Leipzig) und in der Lausitz aus. Später wurden die Rechte, die auf dem Magdeburger Vorbild fußten (z. B. das Kulmer Recht und Neumarkter Recht), auch in weiteren Gebieten Ostmitteleuropas wie Schlesien, Polen, dem Ordensland, Böhmen und Mähren eingeführt, bis in die heutige Ukraine.

##### Veränderungen der Stadtrechtsfamilien in den neuen Siedlungsgebieten
Im Laufe der Zeit entwickelten sich weitverzweigte Stadtrechtsfamilien. Wenn z. B. das Magdeburger Recht auf eine Stadt übertragen wurde, war es nicht ungewöhnlich, dass diese „Tochterstadt“ im weiteren Verlauf ebenfalls als „Mutterstadt“ fungierte (z. B. Berlin für Frankfurt/Oder). Die Rechte wurden zum Teil mehr oder weniger stark abgeändert. Diese Änderungen konnten eine Reduzierung oder Erhöhung der Bußgelder betreffen oder gar die Unabhängigkeit von Städten begrenzen. So geschah es z. B. im Ordensland, wo der Deutsche Orden eine abgeänderte Form des Magdeburger Rechts, die Kulmer Handfeste, für seine Städte bevorzugte, weil ihm das Lübische Recht zu weit ging, was die Unabhängigkeit der Städte anging. Magdeburg diente nicht nur als Vorbild für viele Städte, sondern bei rechtlichen Problemen war die Stadt auch als Rechtsaufsicht tätig, das heißt, die Tochterstädte wandten sich mit ihren Problemen an den Magdeburger Rat. Da bei der weitverzweigten Stadtrechtsfamilie nur ein Rat überfordert und ineffektiv war, gründeten sich sogenannte Oberhöfe in den verschiedenen Gebieten, an die sich die Städte wenden konnten. In der lübischen Stadtrechtsfamilie waren die Verbindungen noch enger; dort diente bis zur Mitte des 17. Jahrhunderts Lübeck als Appellationsinstanz für die Tochterstädte. Landes- und Stadtherrn missfiel es oftmals, dass sich Städte in ihrem Einflussbereich an weit entfernte Städte wandten und von dort aus Recht gesprochen wurde. Sie hatten Angst, dass die Autonomiebestrebungen der Städte ihrem Herrschaftsanspruch zuwiderliefen, und gingen deshalb dagegen vor, hatten aber erst im Spätmittelalter damit größere Erfolge.

##### Rechtliche Unterschiede zwischen Alt- und Neusiedlern
In einigen Städten im Osten, die zu deutschem Recht gegründet wurden, hatten Alt- und Neusiedler die gleichen Rechte und Pflichten oder die Altsiedler bekamen sie im Laufe des 13. Jahrhunderts zugesprochen. In einigen polnischen Gebieten wurde es der einheimischen Landbevölkerung dagegen verboten, in die Städte zu ziehen, da die Landesherrn Angst davor hatten, ihre Landgüter könnten entvölkert werden. Auch wurde Slawen in einigen Städten die Bürgerrechte gänzlich verwehrt. Den größten Unterschied zwischen Alt- und Neusiedlern kann man anhand der Rechtsprechung in den Städten feststellen. Deutsche Neusiedler waren in der Regel gegenüber den einheimischen Altsiedlern im Vorteil. Dies machte sich vor allem bei der Festlegung von Bußgeldern bemerkbar, so musste man z. B. für eine Verwundung eines Esten nur ein Drittel der Summe zahlen, die bei Verwundung eines Deutschen fällig war. Auch bei den zu Gericht zulässigen Sprachen gab es ethnische Ungleichbehandlung, so mussten z. B. Angeklagte beweisen, dass sie der deutschen Sprache nicht mächtig waren. In Breslau wurde 1329 sogar das Polnische vor Gericht gänzlich verboten. Die einzigen Neusiedler, die ebenfalls systematisch benachteiligt wurden, waren die Juden, wie dies im Altsiedelgebiet ebenfalls üblich war. Robert Bartlett fasste die Situation in vielen Städten der damaligen Zeit wie folgt zusammen: „Soziale und ethnische Diskriminierung gingen in den Randgebieten Europas eine komplexe Symbiose ein, doch zeigt sich im Spiegel ethnischer Gesetzgebung eines ganz klar: wie die jeweiligen Kräfteverhältnisse zwischen den einzelnen Volksgruppen beschaffen waren.“

### Veränderung im religiösen Bereich

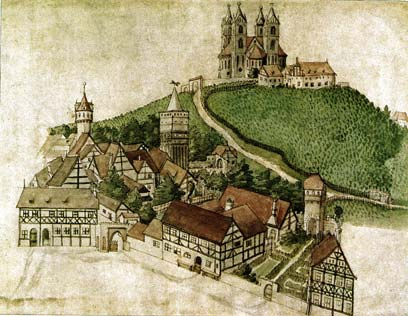
Die Marienkirche, an der Stelle des slawischen Triglav-Heiligtums erbaut, auf der ältesten Stadtansicht Brandenburgs an der Havel (1588) von Zacharias Garcaeus

Die Christianisierung wurde von der katholischen Kirche in den slawischen Ländern teils vor, teils nach der Eroberung durch deutsche Territorialherren aufgenommen. Die heidnischen Religionen der Wenden sahen sich schon vor Beginn der Ostsiedlung, seit der Regierung Ottos I. und der Gründung von Bistümern östlich der Elbe Christianisierungsversuchen ausgesetzt. Der Slawenaufstand von 983 warf diese Bemühungen aber für fast 200 Jahre zurück. Anders als die schon vor der Jahrtausendwende christianisierten Tschechen und Polen ging die Bekehrung der Elbslawen zum Christentum anfangs mit Gewalt einher. Die Missionierung der heidnischen slawischen Völker erfolgte dabei durchaus auch unter Anwendung von Zwangsmitteln, wobei diese durch das universale Geschichtsverständnis des Christentums legitimiert wurden. Dabei war der Kampf der christlichen Ritter im Land östlich von Elbe und Saale auch Teil der umfassenden mittelalterlichen Kreuzzugsbewegung. Der ab etwa 1150 einsetzende Zuzug von Neusiedlern führte zu einer christlichen Überformung der Gebiete zwischen Elbe und Oder. Einerseits errichteten die Neusiedler in ihren Dörfern Pfarrkirchen aus Holz, später aus Feldsteinen. Andererseits wurden auf heidnischen Heiligtümern Gotteshäuser, wie die Brandenburger Marienkirche, und Klöster, wie die Zisterze Lehnin, errichtet. Darüber hinaus ist vor allem den Zisterziensern immer wieder von kirchlichen Kreisen eine besondere Rolle („Rodeorden“) zugeschrieben worden, die Glaubensverbreitung und Landesausbau kombinierte. Die unersetzlichen Verdienste der Zisterzienser lagen jedoch auf anderen Gebieten.

## Europäischer Kontext und regionale Entwicklungen
Der Ausbau- und Intensivierungsprozess der deutschen Ostsiedlung ist kein Unikum in der mittelalterlichen Geschichte Europas. Vergleichbare Phänomene finden sich in allen Peripheriegebieten des ehemaligen karolingischen Großreichs, bspw. Südfrankreich und den angelsächsischen Königreichen oder Irland. Aber auch die Emigration der Walser aus dem Kanton Wallis (Schweiz) in zuvor schwach besiedelte bis unbewohnte Täler Oberitaliens, Graubündens und Vorarlbergs hatte zum Teil dieselben Voraussetzungen.
Die Entwicklung einzelner Regionen in dem geographisch nur schlecht abgrenzbaren Raum, der von der Ostsiedlung geprägt wurde, kann hier nicht skizziert werden. Siehe dazu: Nordmark / Mark Brandenburg; Pommern; Schlesien; Deutschordensstaat; Sachsen; Kleinpolen; Böhmen und Mähren; Österreich; Slowenien; Slowakei; Siebenbürgen; Moldawien. Ein großer Teil der deutschen Siedler im Donauraum wanderte nach Ungarn, allerdings erst nach dem Ende der osmanischen Herrschaft.

## Endpunkte
Eine eindeutige Ursache für das Ende der Ostsiedlung gibt es ebenso wenig wie einen klar definierten Endpunkt. Allerdings ist ein Erlahmen der Siedlungsbewegung um 1300 zu beobachten; im 14. Jahrhundert kommt es nur noch vereinzelt zu Siedlungsvorgängen unter Beteiligung deutschsprachiger Kolonisten. Eine Erklärung für das Ende der Ostsiedlung muss verschiedene Faktoren mit einbeziehen, ohne diese klar gewichten oder voneinander abgrenzen zu können: die Klimaverschlechterung ab ca. 1300 als Beginn der „Kleinen Eiszeit“, aber auch die spätestens mit der Mitte des 14. Jahrhunderts einsetzende Agrarkrise des Spätmittelalters. Seit dem 14. Jahrhundert hat ein sprachlicher und sozialer Ausgleichs- und Assimilierungsprozess eingesetzt, durch den bis zum Beginn der Neuzeit der Großteil Pommerns, die nördlichen Teile Preußens, die Neumark, Schlesien links der Oder, die böhmisch-mährischen Randgebiete, die Obersteiermark und Kärnten bis auf kleine Reste deutsch-, das östliche Oberschlesien und das südliche Kleinpolen wieder polnischsprachig wurden. Zusammen mit dem demographischen Einbruch durch die Große Pest lassen sich tiefgreifende Wüstungsvorgänge nachweisen. Das Ende der Ostsiedlung wäre, wenn sich hier ein klarer Zusammenhang belegen ließe, als Teil der Krise des 14. Jahrhunderts zu verstehen.

## Begriffsgeschichte
Die Erforschung der mittelalterlichen Ostsiedlung durch die deutsche Geschichtswissenschaft hat im Wesentlichen erst im 19. Jahrhundert eingesetzt. Begrifflich ist die Entwicklung von „Germanisation“ bzw. „Germanisierung und (Ost-)Kolonisation“ bzw. „ostdeutsche Kolonisation“ über „deutsche Ostexpansion“ und „deutsche Ostbewegung“ zu „deutsche Ostsiedlung“ oder „deutschrechtliche Siedlung“ gegangen. Die slawische Historiographie übernahm bis zur zweiten Hälfte des 20. Jahrhunderts das Schlagwort vom „deutschen Drang nach Osten“. Aufgrund der Erkenntnis, dass in diesen Entwicklungsprozess neben deutschen auch andere mittel- und westeuropäische Siedler sowie die ansässige Bevölkerung einbezogen worden sind, wird im Deutschen heute vornehmlich der Begriff „Hochmittelalterliche Ostsiedlung“ benutzt, dagegen der Terminus „Kolonisation“, der in den meisten anderen Sprachen üblich ist, außer in Zusammensetzungen wie etwa „Kolonisation zu deutschem Recht“ oder „mittelalterlicher Landesausbau und Kolonisation“ wegen angeblich zu großer sprachlicher Nähe zum Kolonialismus der Neuzeit häufig eher vermieden.

## Nachwirkungen
Siehe auch: Ostflucht, Drang nach Osten
Die Kriege und Bevölkerungsverschiebungen des 20. Jahrhunderts veränderten die ethnische und kulturelle Zusammensetzung Mittel- und Osteuropas erheblich. So sollte durch die Vernichtung, Versklavung und Dezimierung der slawischen Bevölkerung im Rahmen des Generalplanes Ost und des Lebensraumkonzeptes des NS-Regimes gezielt Platz geschaffen werden für sog. Volksdeutsche. Zudem versuchte das NS-Regime die nun völkisch interpretierte Ostkolonisation wiederzubeleben, diesmal mit einer Grenze am Ural, obwohl nicht annähernd genügend Siedler dafür zur Verfügung standen. Nach Kriegsende 1945 wurde mit der Errichtung der Oder-Neiße-Grenze und der Vertreibung der deutschen Bevölkerung dort die Ostsiedlung weitestgehend rückgängig gemacht. Nur die ältesten Kolonialgebiete aus dem 12. und frühen 13. Jahrhundert blieben in Sprache und Kultur deutsch. Diese liegen in den Gebieten des nach 1945 entstandenen Ostdeutschlands und eines Teils Ostösterreichs.

## Forschungsgeschichte

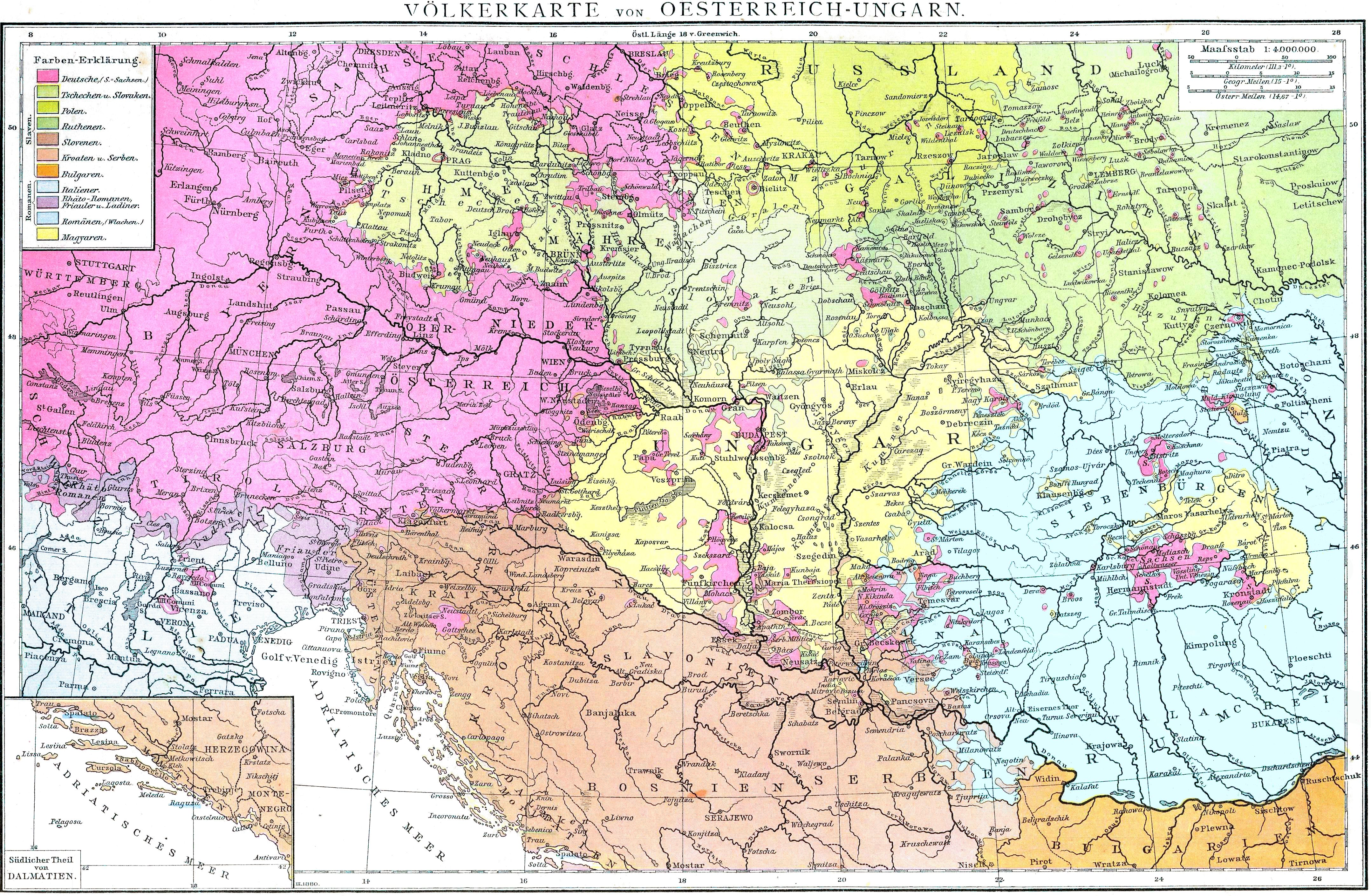
Sprachenkarte Österreich-Ungarns

Im 18. Jahrhundert fand die Geschichte der deutschen Ostsiedlung erstmals stärkere Beachtung. Mit dem Aufkommen des Nationalismus im 19. Jahrhundert entstand eine zunehmend ideologisierte Ostforschung, die ihren Höhepunkt in der Zwischenkriegszeit erreichte (siehe auch Volks- und Kulturbodenforschung). Die Ostsiedlung des Mittelalters, damals nahezu ausschließlich als deutsche Ostkolonisation bezeichnet, wurde als eine Art Ersatz für eine verpasste Überseeexpansion der „zu spät gekommenen“ Deutschen gedeutet. Nach der politisch-militärischen Katastrophe des Ersten Weltkrieges, die einerseits den kolonialen Träumen der Wilhelminischen Ära ein Ende bereitet und andererseits die herrschende Klasse diskreditiert hatte, wurden das Deutschtum und das deutsche Volk an sich zur wichtigsten Identifikationsquelle. Völkisch-nationale Kreise sahen die Ostsiedlung als Vorbild und Legitimation für einen neuen „Drang nach Osten“. Die Ideen von der rassischen Überlegenheit des deutschen Volkes und dem „deutschen Drang nach Osten“ haben Adolf Hitler und die nationalsozialistische Blut-und-Boden-Ideologie maßgeblich beeinflusst.
Die Ostforschung der Bundesrepublik Deutschland führte bis in die 1960er Jahre mit großer personeller und methodischer Übereinstimmung die vorangegangene Forschung fort. Sie wurde nun in den Dienst des Ost-West-Konflikts und der Vertriebenenproblematik gestellt. Der dezidiert nationale, wenn nicht gar nationalistische Blickwinkel auf die Ostsiedlung wurde erst durch Walter Schlesinger beendet, der 1975 die einschlägigen Referate der Reichenau-Tagungen des Konstanzer Arbeitskreises für mittelalterliche Geschichte als Herausgeber zusammenfasste: Die deutsche Ostsiedlung des Mittelalters als Problem der europäischen Geschichte. Erst das Ende des Kalten Krieges machte den Weg frei für einen unbefangeneren Umgang mit Ostforschung und der deutschen Ostsiedlung, vor allem durch den vorurteilsfreieren fachlichen Austausch zwischen deutschen, polnischen und tschechischen Forschern.
Neuere Forschungsansätze sehen die hochmittelalterliche Ostsiedlung im gesamteuropäischen Zusammenhang: Neben Charles Higounet und Peter Erlen steht dafür auch Robert Bartlett mit seinem Werk The Making of Europe. Conquest, Colonization and Cultural Change, 950–1350 (London 1993). Für die deutsche Taschenbuchausgabe (1998) wurde der dramatisierende Titel Die Geburt Europas aus dem Geist der Gewalt. Eroberung, Kolonisation und kultureller Wandel von 950 bis 1350 gewählt. Bartlett, Professor für Geschichte des Mittelalters an der schottischen University of St. Andrews, vertritt (vereinfacht) folgende These: Durch das Mittelalterliche Klimaoptimum kommt es zu erhöhten Ernteerträgen und dadurch wiederum zu einem Bevölkerungszuwachs. Dieser „Überdruck“ entlädt sich als Expansion zu den Peripherien Europas, wo die junge Generation der nicht erbberechtigten Söhne bessere Chancen zu finden hofft. Im Uhrzeigersinne handelt es sich um: Irland, Island/Grönland, das Baltikum, die Länder östlich der Elbe und Donau (Ostsiedlung), aber auch Spanien während der Reconquista und das Palästina der Kreuzzüge.
Jedoch hatten schon auf dem Deutschen Historikertag 1932 in Göttingen polnische und tschechische Forscher die Geschichte Osteuropas als Geschichte seiner kulturellen Europäisierung aufgefasst: Die Anverwandlung der antiken Weltkultur in Form ihrer christlichen Nachfolgekulturen und deren Ausbreitung über Europa wurden als das Charakteristische in der Ausprägung des europäischen Geschichtsfeldes gedeutet. Damit lag der Akzent auf Verwestlichung, Angleichung und Akkulturation. Ausgangspunkt dieser Sichtweise war der fundamentale kulturregionale Gegensatz zwischen „Alteuropa“ (dem Gebiet des früheren Imperium Romanum und die von ihm kulturell stark geprägten Randbereiche) und „Neueuropa“ (das Gebiet jenseits von Rhein und Donau, das nie zum Römischen Reich gehört hat).
Für Klaus Zernack ist es unbezweifelbar, dass der Kulturausweitungsvorgang des mittelalterlichen Landesausbaus mit der hochmittelalterlichen Kolonisation Ostmitteleuropas im 12. und 13. Jahrhundert nach Umfang und Intensität seinen Gipfel erreicht hat. Einer solchen Kulturausweitung bedurfte jedoch das gesamte nachantike Europa, um die Grundlage für die eigentliche europäische Geschichte des zweiten nachchristlichen Jahrtausends zu gewinnen. Das Zusammentreffen der wirtschaftlichen Meliorisations- und Ausbaumöglichkeiten – von den nordwesteuropäischen Zentren nach Osten ausstrahlend – mit den Impulsen der oberitalienischen kommunalen Verfassungsentwicklung hat die Effizienz der großen West-Ost-Bewegung bewirkt, die über die östlichen Markengebiete des Reiches bis weit in die östlichen, nordöstlichen und südöstlichen Nachbarländer vordrang.
Seit dem Paradigmenwechsel in der Sichtweise der Ostsiedlung durch Walter Schlesinger haben sich durch geänderte Forschungsansätze wesentliche Veränderungen des Bildes von den Siedlungsvorgängen des 12. bis 14. Jahrhunderts in der Germania Slavica ergeben. Dazu zählen insbesondere:
- In den vornehmlich beteiligten Ländern (Deutschland, Polen, Tschechien, Slowakei) hat sich die jeweilige Forschung weitgehend von einer nationalistischen Betrachtungsweise frei gemacht und damit den Weg zu einer gemeinsamen Bearbeitung des Themas geebnet.
- Es hat sich die Erkenntnis durchgesetzt, dass die Siedlungsvorgänge bestenfalls marginal als ethnisch zu begründen sind, sondern ihre Ursachen in wirtschaftlichen, sozialen und machtpolitischen Veränderungen zu suchen sind. Die Tatsache einer umfangreichen Beteiligung slawischer Bevölkerung an den Vorgängen des Landesausbaus hat dazu geführt, dass der Begriff deutsche Ostsiedlung weitgehend durch die neutrale Formulierung hochmittelalterliche Ostsiedlung ersetzt wurde.
- Vergleichbare Transformationsprozesse sind etwa gleichzeitig in weiten Teilen Europas nachweisbar und relativieren damit die Bedeutung der Ostsiedlung.
- Die Ostsiedlung hat in weit stärkerem Maße als bisher angenommen Traditionen der alteingesessenen slawischen Bevölkerung aufgenommen.
- Die mit der Ostsiedlung zu verbindenden einschneidenden Neuerungen sind nur teilweise aus den Herkunftsgebieten der Siedler mitgebracht worden. Vielfach haben sie sich erst in den Ausbaugebieten entwickelt und voll ausgeprägt.
- Das unzutreffende Bild von durchweg aus dem Westen mitgebrachten neuen Verhältnissen und Kenntnissen ist vor allem darauf zurückzuführen, dass vielfach erst gar nicht versucht wurde, entsprechende Verhältnisse in den Herkunftsgebieten der Siedler nachzuweisen.

Als Beispiel für den Paradigmenwechsel siehe Art. Geschichtsbild der Mark Brandenburg.